# Białachowski
Białachowski (Jastrzębiec odmiana Białachowski) – polski herb szlachecki, odmiana herbu Jastrzębiec.

## Opis herbu
Opis zgodnie z klasycznymi regułami blazonowania:
W polu błękitnym w środku podkowy srebrnej barkiem w dół srebrny krzyż kawalerski.
W klejnocie nad hełmem w koronie trzy pióra strusie, białe między błękitnymi.

## Najwcześniejsze wzmianki
Nieznana geneza odmiany.

## Herbowni
Białachowski.